# Tjeljabinsk oblast
Tjeljabinsk oblast (russisk: Челя́бинская о́бласть, tr. Tjeljabinskaja oblast) er en af 46 oblaster i Den Russiske Føderation. Oblasten har et areal på 88.529 km² og 3.385.124 (2025) indbyggere. Det administrative center i oblasten er placeret i byen Tjeljabinsk, der med sine 1.176.770 (2025) indbyggere er oblastens største by. Andre større byerne i oblasten er Magnitogorsk med 408.487 (2025) indbyggere, Zlatoust med 157.244 (2025) indbyggere, Miass med 146.650 (2025) indbyggere og Kopejsk, der har 143.751 (2025) indbyggere.